# MOS Technology SID

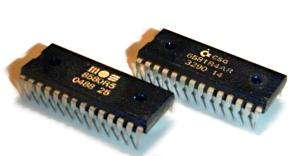
Twee SID-chips van Mos Technologies.

De SID-chip (Sound Interface Device) van MOS Technology is de ingebouwde PSG van de Commodore CBM-II, C64, C128 en Commodore MAX Machine homecomputers. Het was een van de eerste geluidschips van zijn soort om te worden ingebouwd in een homecomputer voorafgaand aan de digitale geluidsrevolutie die plaatsvond in de jaren 80.
Samen met de VIC-II videochip had de SID-chip een groot aandeel in de populariteit van de C64.

## Ontwerp
De SID-chip werd bedacht door Robert Yannes, die later mede-oprichter van Ensoniq werd. Yannes werkte met een team dat de chip in vijf maanden tijd wist te ontwerpen en fabriceren. De SID werd voltooid eind 1981. Yannes was in die tijd niet onder de indruk van huidige geluidschips in computers en wilde een ontwerp bedenken met hogere kwaliteit. Dit is de reden waarom de SID een omhullendegenerator heeft, iets wat niet eerder bestond in andere chips.
De specificaties voor de SID werd tijdens de ontwikkeling bedacht. Ongeveer driekwart van de geplande functies zijn daadwerkelijk in het eindproduct terecht gekomen.
De chip was net op tijd gereed, net als de Commodore 64 die de SID als eerste gebruikte, voor de Consumer Electronics Show begin januari 1982.

## Specificaties

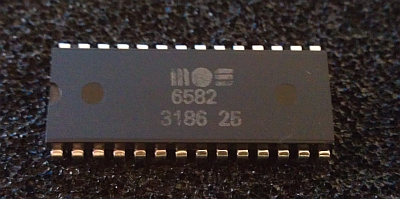
Een reviseerde 6582 uit 1986.

- drie onafhankelijk programmeerbare oscillators
- vier typen golfvormen per oscillator (zaagtand, driehoek, blok, ruis)
- een multimode-filter met laag- en hoogdoorlaat en bandfilter
- drie ADSR-volumes, een voor elke oscillator
- drie ringmodulators
- oscillator sync voor elke oscillator
- twee 8 bit AD-omzetters (ADC)
- externe audioingang (voor het mixen met een extern geluidssignaal)
- willekeurige generator van numerieke getallen en modulatie

## Spelmuziek
Het merendeel van de spellen gemaakt voor de Commodore 64 maakt gebruik van de SID-chip. Geluiden variëren van eenvoudige klikjes tot complexe spelmuziek of zelfs complete digitale audionummers. Vanwege de benodigde technische achtergrond wordt de SID-chip door componisten als een muziekinstrument in zijn eigen klasse beschreven.
Bekende componisten voor de SID-chip zijn Martin Galway, Rob Hubbard, Jeroen Tel, Ben Daglish en Chris Hülsbeck.

## Namaak
Omdat de 6581 en 8580 IC's niet meer worden geproduceerd zijn dit veelgezochte chips geworden. Op eBay verschenen hierdoor in 2008 veel namaakchips uit China.